# Iwonka (film 1925)
Iwonka – polski film niemy z 1925 roku oparty na powieści Juliusza Germana. Film nie zachował się w całości. W 2013 roku w holenderskim archiwum został odnaleziony 20-minutowy fragment.
W roli tytułowej wystąpiła Jadwiga Smosarska, największa gwiazda polskiego kina w okresie dwudziestolecia międzywojennego.

## Obsada
- Jadwiga Smosarska – Iwonka
- Wojciech Brydziński – poeta Poraj, ojciec Iwonki
- Władysław Grabowski – Olistierna, dyplomata szwedzki
- Mieczysław Frenkiel – Wyszomirski, obywatel kresowy
- Tadeusz Frenkiel – Bohdan Wyszomirski
- Leon Łuszczewski – Jerzy Grot, porucznik ułanów
- Józef Węgrzyn – Gabriel
- Stefan Jaracz – towarzysz Gabriela
- Maria Modzelewska – Ola, przyjaciółka Iwonki
- Maria Gorczyńska – Prakseda
- Mira Zimińska – Bronka
- Wiesław Gawlikowski – Felek
- Maria Chaveau – sołtysowa
- Bogusław Samborski – fornal
- Józef Kotarbiński – profesor
- Zofia Skonieczna – Anusia
- Zofia Lindorfówna
- Janina Romanówna

## Fabuła
Nad osieroconą Iwonką (matka umiera, ojciec ginie w pojedynku) opiekę przejmuje przyjaciel ojca Olistierna. Bez zgody opiekuna Iwonka przyjmuje posadę guwernantki u Wyszomirskiego. Jego syn, Bohdan Wyszomirski, zakochuje się w niej jednak bez wzajemności, ona bowiem żywi uczucia do porucznika Jerzego Grota. Grot wraz ze swoim oddziałem ułanów chroni okolicę przed bandytami. W czasie jednego z takich napadów Iwonka zostaje uprowadzona przez Gabriela. Dziewczynie udaje się jednak zbiec. Zostaje odnaleziona przez Bohdana. Iwonka i Jerzy wyznają sobie miłość. Dziewczynę odwiedza Olistierna i namawia na pójście do szkoły w Warszawie oraz proponuje małżeństwo. Iwonka odmawia. Gdy dowiaduje się, że jej ukochany Jerzy jest w środku krwawej zawieruchy, wyrusza do niego. Odnajduje jego pułk, gdzie kapelan udziela im ślubu.